# 庙湾乡
庙湾乡曾是中华人民共和国山西省太原市娄烦县下辖的一个乡。2021年4月，撤销庙湾乡，整建制并入杜交曲镇。

## 行政区划
庙湾乡下辖以下村级行政区划单位：
常家坡村、上庙湾村、庙湾村、盐市崖村、阳圈庄村、水峪村、双井村、东窑上村、雷家庄村、走马湾村、圪塔上村、神足底村和赤泥泉村。